# هنک خرول
هنک خرول (هلندی: Henk Grol؛ زادهٔ ۱۴ آوریل ۱۹۸۵) جودوکار اهل هلند است.
وی در مسابقات کشوری و بین‌المللی در مجموع برندهٔ ۴ مدال طلا، ۶ مدال نقره، ۵ مدال برنز شده‌است.